# Ralph Valenteano
Ralph Valenteano ( in Eltville am Rhein) ist der Künstlername eines deutschen Künstlers, Komponisten, Autors und Musik-Produzenten.

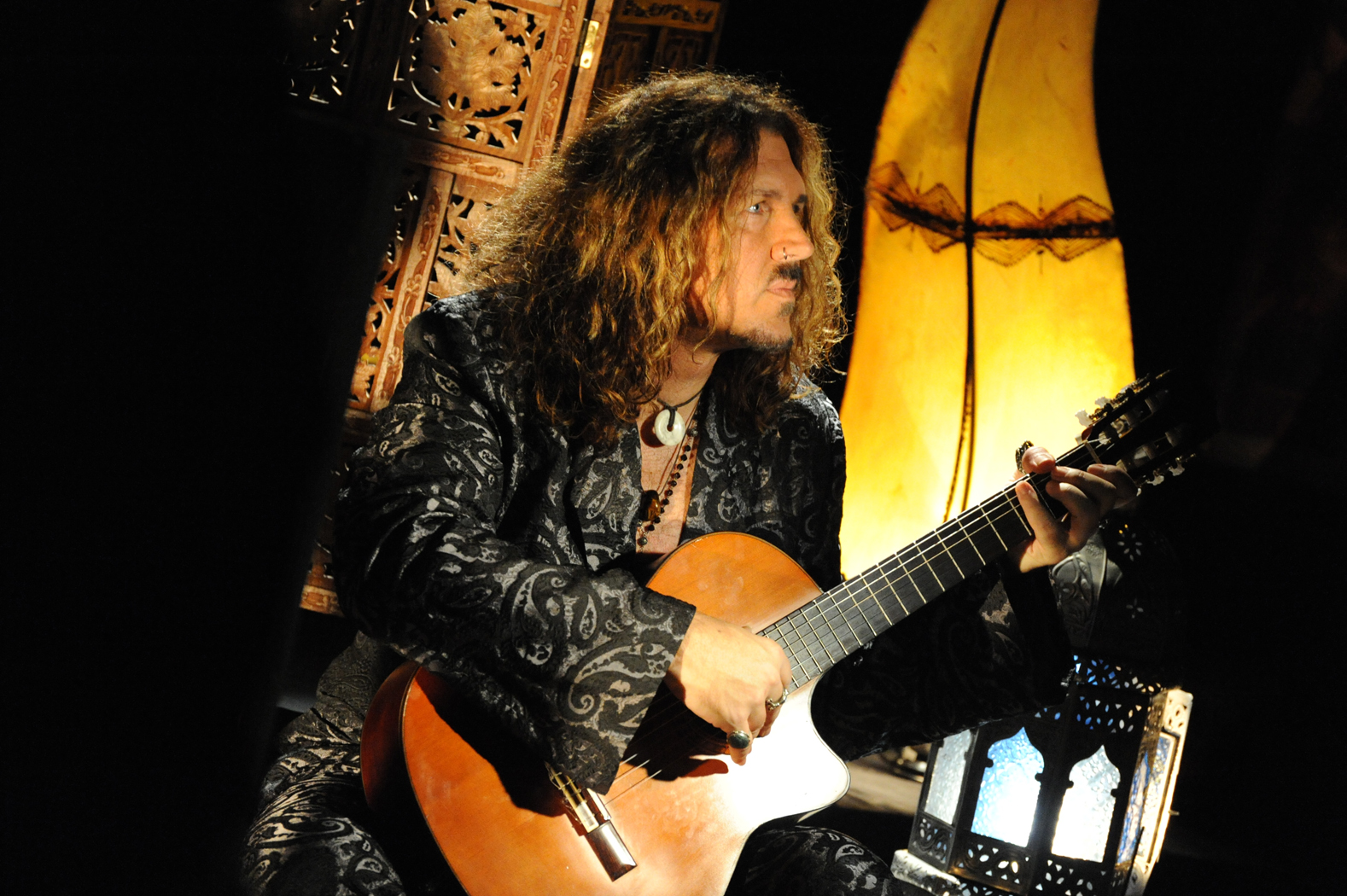
Valenteano

## Biografie
Mit 15 Jahren stand Ralph Valenteano erstmals auf der Bühne. Mit 18 Jahren gewann er mit seiner Band „Wetterleuchten“ den ersten Preis beim Bundesrockfestival. Mit 20 Jahren nahm ihn RCA Records mit seiner Band „Best Before“ unter Vertrag. Die Band machte Musik mit englischsprachigen Texten. Produziert wurden die Songs unter anderem in London mit Pete Wilson. Best Before löste sich 1990 auf.
Ralph Valenteano arbeitete als Sänger für Werbespots und Disney-Hörspiele und spielte als Studiomusiker Bass und Gitarre – unter anderem für Curtis Blow. Als er bei einem Studiojob die Gruppe Kool and the Gang kennenlernte, unterstützten sie einige Stücke auf seiner CD mit Saxophon, Posaune und Trompete.
1996 schrieb Ralph Valenteano drei Nummer-1-Hits in Kanada für die Formation First Base.
Nach drei Jahren Studioarbeit veröffentlichte Ralph Valenteano 2009 die erste Fassung seines Albums Worte aus Silben und Gold, für das er Gitarrist Dominic Miller und den Percussionisten Rhani Krija (beide Sting) sowie Nick Beggs (ehemals Sänger von Kajagoogoo) gewinnen konnte. Auch Deon Estus (ehemals Wham! und George Michael) standen für das Album im Studio. Saxophonist Harold Todd (spielte für Lenny Kravitz) und der Schlagzeuger Claus Heßler sind ebenfalls auf dem Album zu hören.
Für die ägyptische Sängerin Fadia Bazzi produzierte Valenteano das Album Invitation (Keymedia 2013).
2018 erschien sein neues Album Devachan, auf dem neben anderen auch Momo Djender, Mike Lindup und Dominic Miller zu hören sind.
2021 Gewinner des NuoVision Song Contest mit dem Titel "Zu esoterisch".
Als Autor veröffentlichte Valenteano Bücher und Hörbücher zu mystischen und spirituellen Themen.

## Musik
Ralph Valenteano versteht sich als musikalischer Alchemist und mixt unterschiedliche kulturelle Einflüsse und musikalische Stilrichtungen. Mit seinen Texten folgt er den Spuren der Sufi-Dichter. Seine Kompositionen verbinden Lyrik mit eleganten Grooves, anspruchsvollen Arrangements und orientalischen Elementen.
Kompositionen ohne Text veröffentlicht er seit 2022, unter dem Pseudonym "Spiriteano".
Große Anerkennung erhielt er für das Rock-Album "Dunkle Saite", auf dem er seine Affinität für US-amerikanischen Bluesrock und Country auslebte und durch zeit- und gesellschaftskritischeTexte auffiel. So wurden sämtliche Werke darauf von dem österreichischen Musiker Christian Kolonovits in dessen Verlag Sotto Voce übernommen. Rock-Medien wie "Breakout", "Musix" oder "Schall" berichteten und ein Song daraus wurde in den Benefiz-CD-Sampler "The Barber Angels Rock Collection" der Barber Angels Brotherhood e.V. aufgenommen. Auch der Videoclip zum Titelsong "Send Me An Angel", auf der er auch Gitarre spielte, wurde von ihm produziert.

### Auszeichnungen
- 1983  1. Preis Deutscher Rock- und Pop-Preis des DRMV mit deutschsprachigem Funk; mit der Band „Wetterleuchten“
- 2010  1. Platz hr1-Band-Contest mit der Band „The Great Pirates“[6][7]
- 2021  1. Platz NuoVision Song Contest mit dem Titel "Zu esoterisch". (https://kultur-zentner.de/ralph-valenteano/ Stand: [31.05.2021])

### Diskographie

#### Studioalben
- 2005: Future Zounds 2., Zounds, Stuttgart
- 2006: Hitpack fresh. 5. Best of eurotalents, EMG, Lauingen
- 2007: Atlantic lounge. La Gomera, Edel Entertainment, Hamburg
- 2008: Libretto (mit Daniel Stelter feat. Don Schiff), Valenteano Music, Wiesbaden
- 2011: L'Alchimiste, Schirner, Darmstadt
- 2014: Worte aus Silben und Gold, Zeitart, Worms
- 2016: Amenti, Valenteano Music, Wiesbaden
- 2018: Devachan, Zeitart, Worms
- 2023: Zartbesaitet, 7us Media Group
- 2023: Zartorientalisch, 7us Media Group
- 2023: Yogasm, 7us Media Group
- 2024: Arabesquish, D7, 7us Media Group
- 2024: Dunkle Saite, D7, 7us Media Group
- 2024: Newphoria, 7us Media Group

#### Singles
- Nichts als Dein Lächeln, ZeitART Records

#### Videos
- Nichts als Dein Lächeln (Cairo Session)[8]

## Literarische Veröffentlichungen
- Ralph Valenteano: Erinnerungen an Jesus. Schirner, Darmstadt 2009, ISBN 978-3-8434-1019-9.
- Ralph Valenteano: Worte, die die Seele heilen. Schirner, Darmstadt 2011, ISBN 978-3-8434-1029-8.
- Ralph Valenteano: Das Lächeln der Liebe: Der siebenstufige Pfad zu einer erleuchteten Beziehung. Schirner, Darmstadt 2012, ISBN 978-3-8434-5040-9.
- Ralph Valenteano: Weisheiten der Stille: 2014. Schirner, Darmstadt 2014, ISBN 978-3-8434-9920-0.
- Ralph Valenteano: Licht von dieser Welt. Smaragd, Dierdorf 2014, ISBN 978-3-95531-052-3.

## Hörbücher
- Erinnerungen an Jesus, Schirner Verlag 2010
- Es strebe zu meiner Seele Liebe, Schirner Verlag 2011
- Christus-Bewusstein, Schirner Verlag 2011

## DVDs
- Ho'oponopono 2012